# Hisertjärnarna (Lima socken, Dalarna, 677209-134954)
Hisertjärnarna är en sjö i Malung-Sälens kommun i Dalarna och ingår i Dalälvens huvudavrinningsområde. Vid provfiske har abborre fångats i sjön.